# یانکو تیپسارویچ
یانکو تیپسارویچ (به صربی: Janko Tipsarević) (زاده ۲۲ ژوئن ۱۹۸۴ - بلگراد) تنیس‌باز اهل کشور صربستان است.
وی قهرمان مسابقات جام دیویس در بخش تیمی در سال ۲۰۱۰ بوده‌است، بهترین رتبه وی در رتبه‌بندی جهانی تنیس ۸ (۲ آوریل ۲۰۱۲) بوده‌است.
تیپسارویچ در سال ۲۰۱۰ ازدواج و نخستین فرزندش در سال ۲۰۱۴ به دنیا آمد.